# Lithocarpus hendersonianus
Lithocarpus hendersonianus A.Camus – gatunek roślin z rodziny bukowatych (Fagaceae Dumort.). Występuje naturalnie w Malezji. 

## Morfologia
PokrójZimozielone drzewo dorastające do 25 m wysokości. Pień czasami jest wyposażony w korzenie podporowe.
LiścieBlaszka liściowa jest skórzasta i ma eliptyczny kształt. Mierzy 9,4–20,8 cm długości oraz 3,3–7,6 cm szerokości, ma ostrokątną nasadę i ostry wierzchołek. Ogonek liściowy jest nagi i ma 15–25 mm długości.
OwoceOrzechy o zaokrąglonym kształcie, osadzone są pojedynczo w miseczkach o kulistym kształcie.

## Biologia i ekologia
Rośnie w lasach, na wysokości od 1300 do 1800 m n.p.m.